# Список умерших в 908 году
В этой статье представлен список известных людей, умерших в 908 году.
См. также: Категория:Умершие в 908 году

## Февраль
- 23 февраля — Ли Кэюн — военный губернатор (цзедуши) Шаньси (896—908) основатель царства Цзинь (907—908), отец основателя династии Поздняя Тан Ли Цуньсюя

## Март
- 25 марта — Ли Кенинг[англ.] — младший брат Ли Кеюна, советник Ли Цуньсюя; казнён
- 26 марта — Ай-ди последний китайский император династии Тан (904—907); отравлен.

## Май
- 1 мая — Ван Цзунцзи[англ.] — старший сын из приёмных детей первоо императора китайского государства Ранняя Шу Ван Цзяня, казнён по приказу отца

## Июнь
- 9 июня — Ян Ву[англ.] — правитель государства Ву (Цзянсу, Аньхой, Цзянси) (905–908), официально с 907; убит
- 18 июня — Чжан Хао[англ.] — военный командир государства Ву убийца Ян Ву; казнён

## Июль
- 10 июля — Ван Шифань[англ.] — военный губернатор Вэйфана династии Тан Китая (891—903/905), казнён вместе с семьёй

## Август
- 3 августа
  - Бурхард — герцог Тюрингии и Сорбской марки (892—908); погиб в битве с венграми
  - Рудольф I — епископ Вюрцбурга (892—808); погиб в битве с венграми
  - Эгино II — граф Баданахгау (886—908)
- 13 августа — Аль-Муктафи Биллах — багдадский халиф из династии Аббасидов (902—908).

## Сентябрь
- 8 сентября — Вигберт фон Верден[англ.] — епископ Вердена (874—908)
- 13 сентября:
  - Келлах мак Кербайлл — король Осрайге (905—908)
  - Кормак Кашельский — король Манстера (902—908), епископ, святой; убит во время битвы против верховного короля Ирландии Фланна Синны.

## Декабрь
- 17 декабря — Аль-Аббас ибн аль-Хасан аль-Джарджара[англ.] визирь Аббасидского халифата; убит
- 29 декабря — Абдуллах ибн аль-Мутазз — багдадский халиф из династии Аббасидов (908), арабский поэт и филолог; казнён

## Дата неизвестна или требует уточнения
- Бенсио — граф Каркассона и Разе (906—908)
- Блез Аморийский[англ.] — святой христианской церкви
- Давид — грузинский принц Тао-Кларджети из династии Багратионов
- Деневульф[англ.] — епископ Уинчестера (879—908)
- Ли Сиджиан[англ.] — военный губернатор (цзедуши районе современноо Юйлиня Китая
- Нараянапала[англ.] — император Пала (855—908)
- Ремигий Осерский — французский богослов, филолог, литератор и просветитель
- Сыкун Ту — китайский поэт